# 381 pr. n. št.
Stoletja: 5. stoletje pr. n. št. - 4. stoletje pr. n. št. - 3. stoletje pr. n. št.
Desetletja: 430. pr. n. št. 420. pr. n. št. 410. pr. n. št. 400. pr. n. št. 390. pr. n. št. - 380. pr. n. št. - 370. pr. n. št. 360. pr. n. št. 350. pr. n. št. 340. pr. n. št. 330. pr. n. št.
Leta: 386 pr. n. št. 385 pr. n. št. 384 pr. n. št. 383 pr. n. št. 382 pr. n. št. - 381 pr. n. št. - 380 pr. n. št. 379 pr. n. št. 378 pr. n. št. 377 pr. n. št. 376 pr. n. št.